# 海之中道海濱公園
33°39′33.2″N 130°21′12.5″E / 33.659222°N 130.353472°E

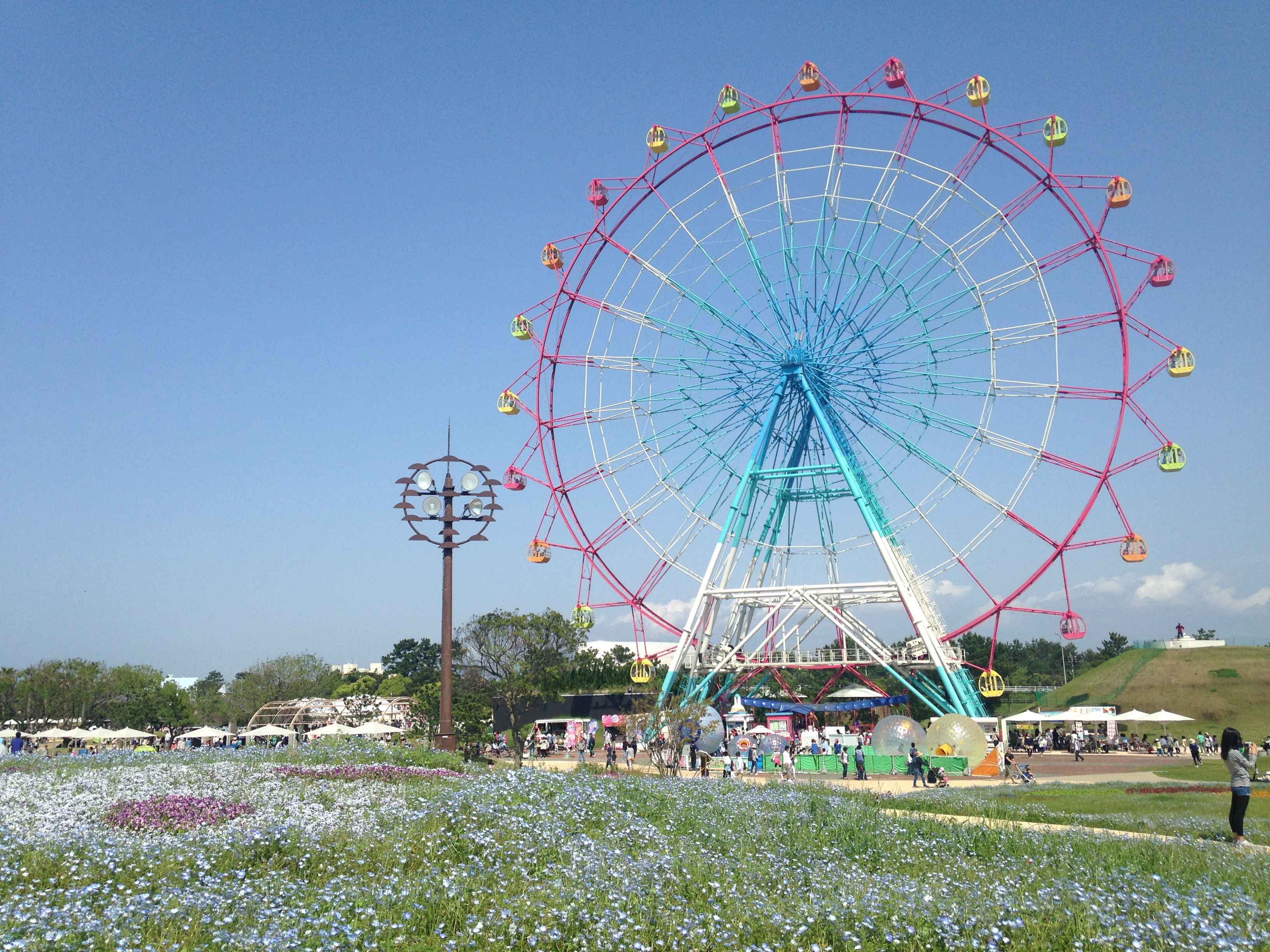
公園內的摩天輪

海之中道海濱公園是位於日本福岡縣福岡市海之中道的一個公園，規畫面積達540公頃，目前實際開放面積為260公頃，為全日本第五個成立的國營公園。每年入園旅客人數約在190萬人次，園區內設有九州旅客鐵道海之中道車站，搭乘鐵路可直接抵達園區。

## 歷史
1936年，在現在的雁之巢地區曾經設置了福岡第一飛行場，為當時日本往返中國、朝鮮半島、台灣必經的中轉機場。在二次大戰期間，原為日本海軍的基地，戰後成為美軍的博多基地，在朝鮮戰爭中曾是主要的作戰基地，直到1970年才開始陸續將管理權交還給日本政府。1975年日本將其規劃為國營公園，並於1981年開始營運。

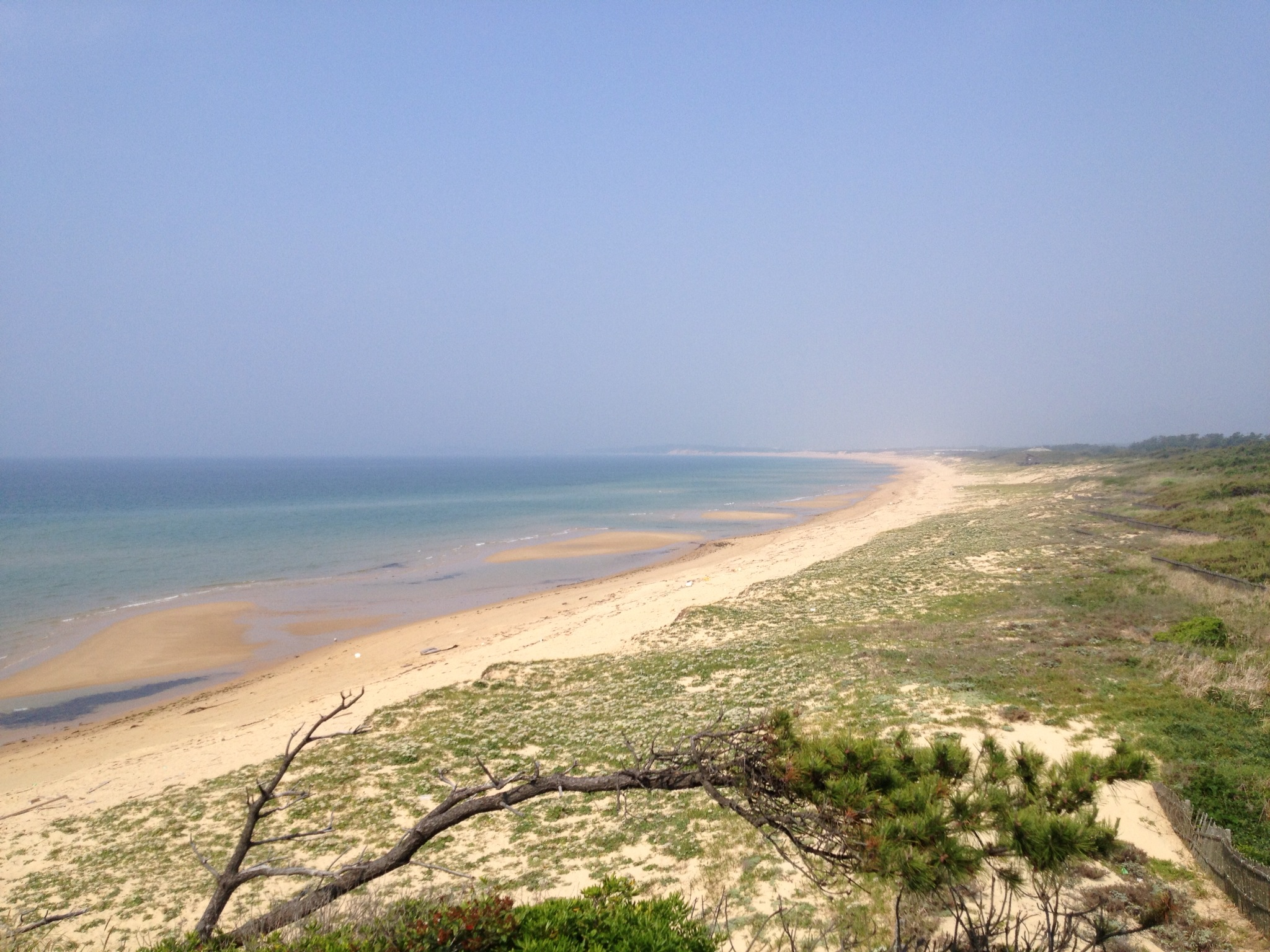
公園內靠玄界灘沿岸的砂灘
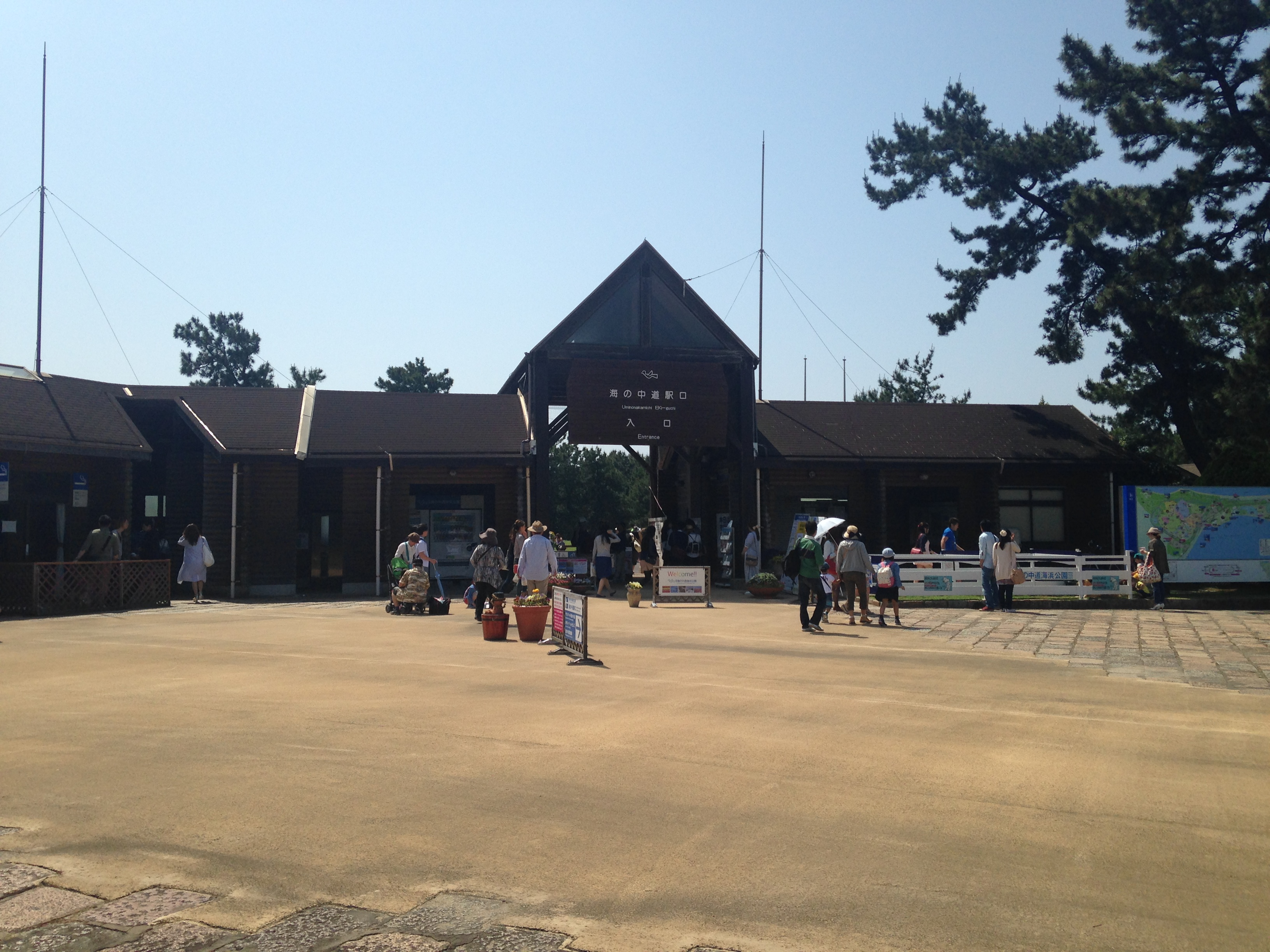
海之中道車站一側的公園入口
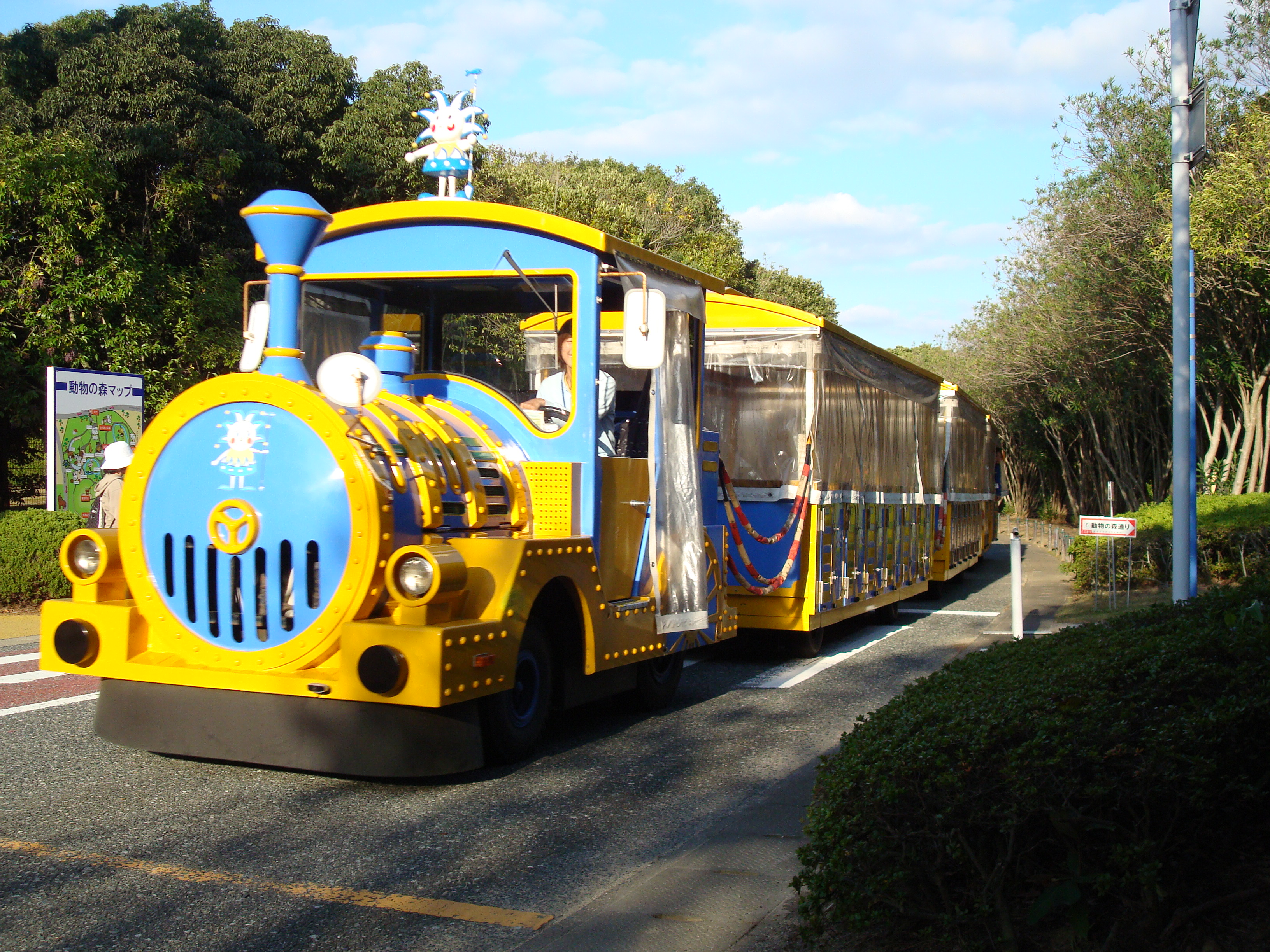
公園內的小火車

## 外部連結
- （日語） 海之中道海濱公園